# Koulikoro
Koulikoro er en by i det sydlige Mali, beliggende på Nigerflodens bred, 59 kilometer nordøst for hovedstaden Bamako. Byen har et indbyggertal på cirka 118.000.